# Aníbal Ollero
Aníbal Ollero Baturone (Sevilla), es un ingeniero experto en robótica, catedrático universitario e investigador español. En la actualidad es el investigador con más publicaciones relacionadas con vehículos aéreos no tripulados y con robótica aérea a nivel mundial.

## Biografía
Doctor ingeniero y catedrático de Robótica en la Universidad de Sevilla, ha sido catedrático de las universidades de Málaga y Santiago de Compostela en el campus de Vigo, y ha realizado estancias de investigación en el CNRS francés y el Instituto de Robótica de la Universidad Carnegie Mellon de Estados Unidos en Pittsburgh.
Su campo de investigación se centra en la robótica aérea (aparatos, manipulación, autonomía) y los vehículos aéreos no tripulados. En Sevilla dirige un grupo de investigación líder en robótica aérea ejecutando actualmente trece proyectos de los Programas Marco Europeo Horizonte 2020 y Horizon Europe, cuatro proyectos españoles y diez contratos con empresas. También es Director Científico del Centro Avanzado de Tecnologías Aeroespaciales (CATEC). Es autor de más de 900 publicaciones, entre ellas nueve libros, siendo el autor con más publicaciones del mundo en vehículos aéreos no tripulados y en robótica aérea. Ha dirigido o codirigido más de 56 tesis doctorales.
Ha recibido más de 35 premios y distinciones entre los que destacan el Overall ICT Innovation Radar Award que le otorgó la Comisión Europea en 2017,, el premio Rey Jaime I en Nuevas Tecnologías en 2019, donde el jurado señaló «su inestimable capacidad para combinar la excelencia en la investigación y la innovación tecnológica, con la transferencia de tecnología a las empresas en el campo de la robótica aérea» y el Premio Nacional de Investigación Leonardo Torres Quevedo en 2021.